# Jasione orbiculata
Jasione orbiculata är en klockväxtart som beskrevs av August Heinrich Rudolf Grisebach och Josef Velenovský. Jasione orbiculata ingår i släktet blåmunkssläktet, och familjen klockväxter. Inga underarter finns listade i Catalogue of Life.